# Ctenodactylomyia watsoni
Ctenodactylomyia watsoni är en tvåvingeart som beskrevs av Ephraim Porter Felt 1915. Ctenodactylomyia watsoni ingår i släktet Ctenodactylomyia och familjen gallmyggor. Inga underarter finns listade i Catalogue of Life.